# Province de Grande-Pologne
Ne doit pas être confondu avec Grande-Pologne ou Voïvodie de Grande-Pologne.

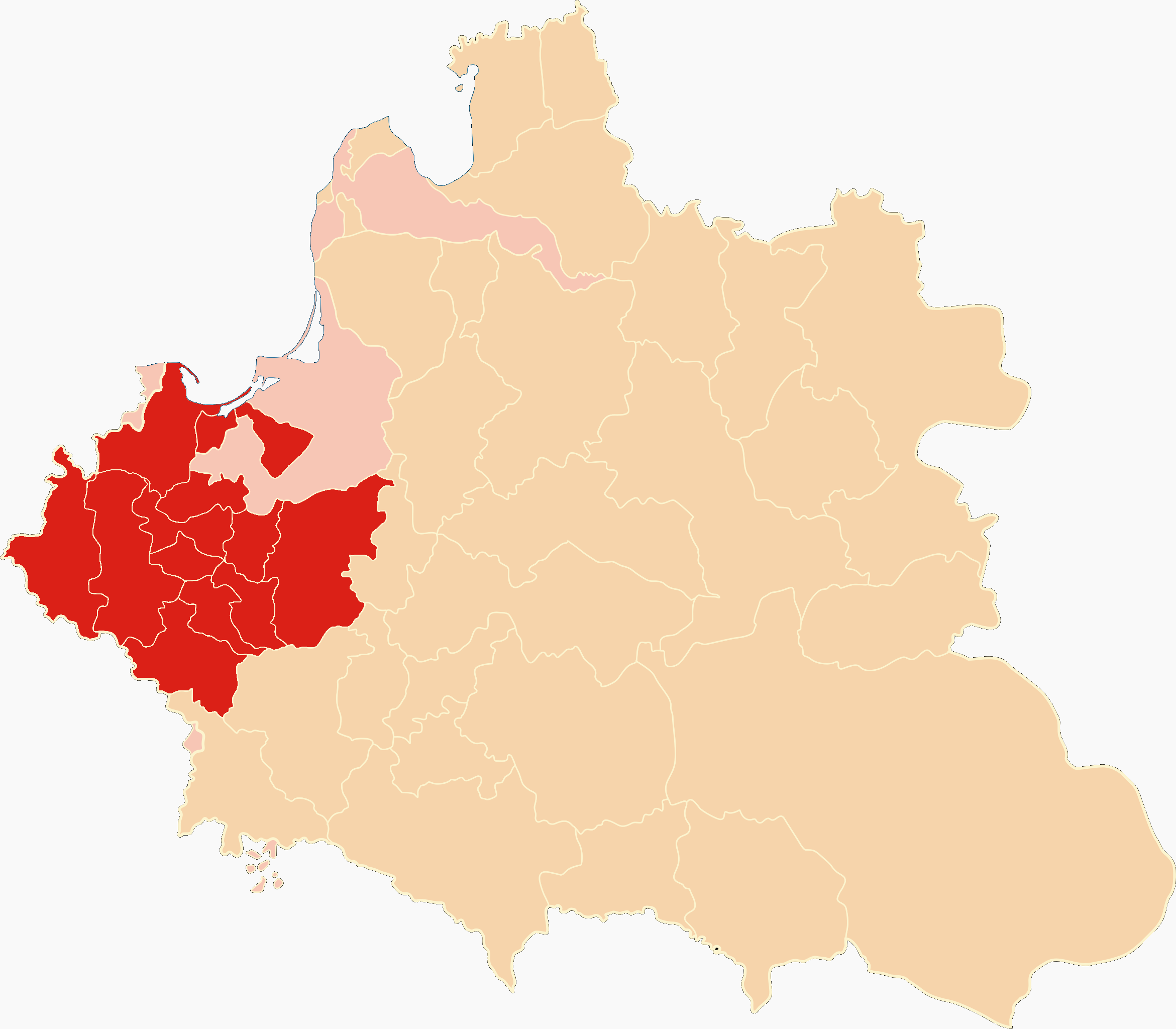
La province de Grande-Pologne au sein de la république des Deux Nations (1619).

La province de la Grande-Pologne (en polonais : Prowincja Wielkopolska) était une division administrative de la couronne du royaume de Pologne de 1569 à 1795. Son nom provient vient de la région historique de la Grande-Pologne.
La province de la Grande-Pologne se composait initialement de douze (puis treize, après 1768) voïvodies et d'un duché :
1. Voïvodie de Brześć Kujawski
2. Voïvodie de Chełmno
3. Voïvodie de Gniezno, fondée en 1768
4. Voïvodie d'Inowrocław
5. Voïvodie de Kalisz
6. Voïvodie de Łęczyca
7. Voïvodie de Malbork
8. Voïvodie de Mazovie
9. Voïvodie de Płock
10. Voïvodie de Poméranie
11. Voïvodie de Poznań
12. Voïvodie de Rawa
13. Voïvodie de Sieradz
14. Prince-évêché de Warmie

Le tribunal de la Couronne pour la province de Grande Pologne se réunissait à Piotrków Trybunalski, et après les réformes de 1764, également à Poznań et à Bydgoszcz.